# Milla Jauho
Milla Marika Jauho in Saari in Saari (Nakkila, 10 luglio 1975) è un'ex fondista finlandese.

## Biografia
In Coppa del Mondo esordì il 15 gennaio 1994 a Oslo (49ª) e ottenne l'unica vittoria, nonché unico podio, il 26 novembre 2000 a Beitostølen.
In carriera prese parte a un'edizione dei Giochi olimpici invernali, Nagano 1998 (31ª nella 15 km, 50ª nella 30 km, 7ª nella staffetta), e a tre dei Campionati mondiali (6ª nella 15 km a Lahti 2001 il miglior risultato). In occasione dei Mondiali di Lahti fu coinvolta nello scandalo doping che travolse la nazionale finlandese: poiché risultò, al pari dei compagni Mika Myllylä, Virpi Kuitunen, Harri Kirvesniemi, Jari Isometsä e Janne Immonen, positiva all'amido idrossietilico, fu privata della medaglia d'argento nella staffetta che in un primo momento le era stata assegnata. Squalificata per due anni, dal 22 febbraio 2001 al 21 febbraio 2003, tornò alle gare nel 2003, senza più conseguire risultati di rilievo.

## Palmarès

### Mondiali juniores
- 2 medaglie:
  - 1 argento (5 km a Breitenwang 1994)
  - 1 bronzo (staffetta[2])

### Coppa del Mondo
- Miglior piazzamento in classifica generale: 26ª nel 1999
- 1 podio (a squadre[3]):
  - 1 vittoria

#### Coppa del Mondo - vittorie
| Data             | Località    | Nazione  | Spec.                                                    |
| ---------------- | ----------- | -------- | -------------------------------------------------------- |
| 26 novembre 2000 | Beitostølen | Norvegia | 4x5 km (con Pirjo Muranen, Virpi Kuitunen e Kaisa Varis) |

### Campionati finlandesi
- 10 medaglie[2]:
  - 2 ori (tra i quali: 10 km nel 1999)
  - 5 argenti (5 km, 15 km, inseguimento nel 1999; inseguimento nel 2000; 10 km nel 2001)
  - 3 bronzi (tra i quali: inseguimento nel 1998; 10 km nel 2000)